# 모빌슈트
모빌슈트(영어: Mobile Suit, MS)는 건담 시리즈에 등장하는 인간형 로봇 병기의 명칭이다.

## 개요

### 작품 중의 도구로서의 MS
1979년작 '기동전사 건담'에 등장하는 MS는, 그간 일본 로봇 아니메('마징가 Z'로 대표되는)에 등장한 '로봇'들과는 상당히 다른 특징을 갖고 있다. 주역 히어로와 악역이던 로봇 (이는 특촬물 등에서 전형적으로 나타나는 구도이다)이 현대전의 전차나 전투기와 같은 소모성 병기로 등장하게 되었으며, 그 역할이 '주인공의 분신'에서 '전쟁을 무대로 하는 드라마에서의 도구'로 위치가 바뀌었다고 볼 수 있다.
비록 '건담' 자체는 과거 로봇 아니메의 주인공 역할을 답습했으며, '연이어 등장하는 적의 신병기'와 같은 기본 구도가 크게 바뀌었다고 보기는 어렵지만, 근본적으로 '대량생산하는 무기'라는 개념을 도입했다는 점에서 차이가 있다. 물론 이의 도입에는 스폰서의 압력에 의해 R.A.하인라인의 'Starship Troopers'('우주의 전사'라는 이름으로 번역판이 있다.)에 등장하는 '강화복(Powered Suit)'의 컨셉트를 빌려 본래 등장시킬 생각이 없던 '거대 로봇'을 집어넣을 수밖에 없었다는 사정도 존재한다.

### 캐릭터로서의 MS
'기동전사 건담'자체는 종래의 로봇 아니메와의 큰 차이점도 있고 하여 낮은 시청률로 인해 방영 당시에는 인기를 끌지 못했으나, 이후 반다이에서 발매한 MS의 플라스틱 모델이 절대적인 인기를 끌게 됨으로써 캐릭터 방면에서도 대성공을 거두었다. 발매 후 곧 '건프라'라는 별칭까지 얻게 되고 이에 힘입어 '기동전사 건담'의 재방송은 큰 인기를 거두었으며 극장판도 대 히트를 칠 수 있게 되었다. (현재 건프라의 발전은 눈부실 지경으로, 어린이용의 단순한 저가격 상품부터 나이가 있는 건담 광팬들을 위한 높은 가격의 정밀한 상품까지 다양하게 시판되고 있다.) 반다이는 이를 발전시켜 각종 게임 등의 컨텐츠에도 이용하였으며, 2등신으로 디포메이션한 'SD 건담'시리즈는 외형만 원작과 닮았을 뿐 완전히 별개의 세계관과 캐릭터로 나아가고 있기도 하다.

### MS의 메카닉 디자이너
'기동전사 건담'의 MS디자인은 메카닉 디자이너의 선구자 오오카와라 쿠니오大河原邦男이다. 이후의 건담 시리즈에서도 나가노 마모루永野護, 이즈부치 유타카出渕裕、카토키 하지메カトキハジメ 등의 많은 메카닉 디자이너들이 참가하고 있다.

### MS의 설정 -미노프스키 물리학
'기동전사 건담'의 배경 설정은 그리 엄밀했다고 말하기는 어렵다. 많은 아니메 팬의 인기를 얻게 되고 세계관에 대한 고찰이나 배경 지식에 대한 보충이 행해지면서, 당초에는 어설펐던 내용들이 단단한 설정으로 바뀌면서 발전해나가기 시작했다. (이 과정을 일컬어 '미노프스키 물리학'이라고 부르기도 한다.)
예를 들면, MS는 실제 무기들과 마찬가지로 '형식번호'가 부여되어 있으며 어느 정도의 일관성도 유지된다. 또한 원작에서는 존재하지 않았던 바리에이션 기체가 창작되고, 해가 지나면서 설정 자체도 자세해진다. 이러한 설정 끼워맞추기는 많은 건담 팬들의 즐거운 놀이였을 뿐만 아니라, 이후의 로봇 아니메에도 영향을 끼쳐 '어느 정도 그럴 듯한 설정을 갖춘', '사실적인' 작품들이 다수 등장하는 데에도 영향을 주었다.
- 몇가지 예
  - '건담'의 출력 변화 : 제작 당시 유행이던 마력 단위가 어느새 핵융합로라는 설정으로 인해 kw로 바뀌고, 추진 출력이 부가되었다.
  - '자쿠 II'의 형식 변화 : 최초 '구형 자쿠', '자쿠'라고 불리던 기체가 어느새 MS-05와 MS-06의 형식번호를 획득하고, 이어서 MS-06F라는 기체를 기본으로 MS-06C, MS-06J와 같은 '기본' 바리에이션이 탄생하며, 팬들의 설정으로 MS-06R2와 같은 기체가 만들어지고 나중에는 MS-06FZ와 같은, 디자인 상으로는 오히려 연표 상 뒤에 등장하는 기체보다도 나아보이는 기체까지 등장한다.
  - 미노프스키 입자 : 처음에는 'MS간의 백병전'을 정당화하기 위해 레이다를 무력화시킨다는 간단한 설정이었다가, 건담 세계의 모든 물리적 현상을 설명하는 기본 입자가 된다. 최초 '강력한 병기'였을 뿐인 빔 라이플이 메가 입자의 안정화를 통한 에너지 캡으로 설명되고, 그냥 날아다니던 화이트베이스의 비행 원리로 미노프스키 크래프트가 추가되며 - 나중에는 미노프스키 입자를 직접 분사하여 MS에 비행능력을 추가하기도 함 -, 최초 그냥 I-field라고 부른 빔을 막아내는 방어막에 대한 설명을 강력한 미노프스키 입자 편향이라는 개념을 추가하여 다른 형태 - nu건담의 핀 판넬 - 로 써먹기도 하며, 빔 사벨과 빔 라이플의 차이를 미노프스키 입자의 가속 차이로 설명하는 등 거의 무소불위의 위력을 발휘한다.
  - AMBAC : 실제 우주공간에서의 자세제어에 관련된 이론을 끌어들여, '왜 MS가 사람처럼 두 팔 두 다리를 갖고 있는가'에 대한 설명으로 써먹었다. 이후 MS에 달리는 '꼬리'나 '날개'마저도 이 설명을 통해 정당화된다.

### 이후의 로봇 애니메이션에 끼친 영향
'기동전사 건담'은 이후 초시공요새 마크로스, 장갑기병 보톰즈, 은하표류 바이팜, 나아가 신세기 에반게리온 등의 로봇 애니메이션에 다대한 영향을 준다. '인간형 병기'를 드라마의 대도구로 사용하는 경향과 주인공의 분신으로 그리는 경향을, 슈퍼로봇대전에서 사용되는 '리얼 로봇'과 '슈퍼 로봇'이라는 명칭으로 간단히 나누어 설명할 수 있을 것이다.

### 극중에서 MS의 개요
설정상 MS는 사람의 약 10배 정도 크기(전고 18m)를 갖는, 파일럿이 직접 탑승해 조종하는 인형 기동병기이다. 사람과 비슷한 형태의 무장을 갖고 전투하며, 실제의 병기와 마찬가지로 보급 및 정비가 필수적이고 이를 지원하기 위한 백업 시스템을 갖추어야 한다. 시대에 따라 약간씩의 변형이 존재하며, 세계관에 따라서도 조금씩 다른 모습을 보인다.

## 세계관별 설정

### U.C.에서의 MS
Mobile S.U.I.T.는 Mobile Space Utility Instrument Tactical의 약어로, '전술 범용 우주장비'의 약칭이라는 해설이다.
- MS의 기초적인 형태상 분류
  - 연방계 MS
    - 직선적인 실루엣
    - 인간의 눈을 닮은 듀얼 카메라 센서 , 혹은 고글형의 광학 센서 유니트
    - 흉부에 좌우 하나씩의 냉각 배기구
    - 스마트한 팔다리

  - 지온계 MS
    - 곡선적인 실루엣
    - 노출된 모노아이 타입의 광학 센서
    - 스커트형으로 허리-엉덩이 부분을 감싸는 장갑
    - 팔뚝보다 팔치가, 허벅지보다 종아리가 굵어지는 설계
    - 이름에 건담이 들어가지 않는 작명

#### MS의 여명
지구 연방에 대한 전면전을 상정한 지온 공국이, 지구연방군의 압도적인 전력에 대해 완전히 다른 전술적 환경에서의 우위 획득을 위해 개발한 비밀병기이다.
우주 공간에서 미노프스키 입자 산포 하에서 레이다를 사용할 수 없는 유시계 전투를 상정하고, 다양한 전술상황에서의 범용성을 갖추며, AMBAC을 위해 가동할 수 있는 부속지를 부착한 병기 계획은, 콜로니 건설에서 사용되었던 대형 우주 건설장비를 원용해 인간형의 모습을 갖춘 병기로 탄생한다. AMBAC을 이용해 자세제어를 위한 추진제 소요를 줄이면서도 우수한 기동성을 갖출 수 있게 되고 유시계 전투에서 쓸 수 있도록 단순화한 외장 병기를 갖춘 기체는 지속적으로 개량되어, 시작 5번형 기체 (MS-05)가 최초로 제식 채용된다.
(MS 개발 당시의 사진으로, 실험장에 들어온 소를 들어올려 실험장 밖으로 내려놓는다든가 원통형의 거대한 구조물에 올라가 균형을 잡는다든가 하는, MS의 자세제어를 위한 실험이 매우 다양한 방법으로 이루어졌음을 증명하는 기록이 있다.)
일 년전쟁 초기 지구연방군과의 조우전 및 룸 전역에서의 전면적인 함대전에서, 장거리 포격전에서의 우위가 가능한 중장갑 전함과 상대방의 센서를 공격하기 위한 일격이탈 목적의 우주전투기 조합으로 나선 지구연방군 우주함대에 대하여, 사거리 밖에서 MS 모함으로의 기능을 하는 순양함대와 재빠른 기동에 기초한 중거리 공격 및 직접 접근하여 격파하는 격투전 조합을 갖춘 MS대로 나선 지온공국군은 압도적인 우세를 쥘 수 있었다. 또한 미노프스키 입자의 산포하 전투를 상정하고 철저히 중거리/지근거리 유시계전투에 대비한 지온공국군과 달리 장거리 센서와 정밀포격전에 기초해 구성된 지구연방군 우주함대가 전함 간 무선통신마저 불가능한 새로운 전장환경에서 우왕좌왕했던 것도 설명의 하나이다.
지구연방군은 이후 늦게나마 개발에 들어간 시작형 MS의 실전 데이터와 압도적인 물량으로 대량생산해 전선에 투입한 MS로 일 년전쟁에서 승리를 얻을 수 있었다.

#### MS의 시대별 구분
MS의 기술적 수준과 설계 사상에 의거하여 다음과 같이 구분할 수 있다.

##### 제1세대 MS
~U.C.0083
- 장갑 및 골격 : 연방 계열의 세미 모노코크 타입과 지온의 모노코크 타입으로 나뉜다. 대부분의 기체가 티타늄-세라믹 복합재를 이용해 경량화를 시도했다.
- 가동방식 : 관절 자체가 구동용 모터이다.
- 무장 : 일부 에너지 캡 식의 빔 병기를 탑재할 수 있었으나 기본적으로 실탄병기이다.
- 설계사상 : 미노프스키 입자 산포 하에서의 중거리/근거리 전투.
  - 연방 : 장거리, 중거리, 격투전에 특화한 MS의 개발. 특히 격투전용 MS는 최초부터 대 MS전투를 상정하여, 상대 MS에 대하여 압도적인 우위를 보일 수 있도록 기동성/무장/장갑의 균형을 충실히 맞추었다. 양산기체는 기본 설계를 유지한 위에서 전술환경의 변화에 따른 약간씩의 변화를 인정하는 선에서 그쳐, 연방이 가진 기본적인 우위인 '압도적인 생산력'을 극대화할 수 있었다. MS의 총합적인 성능은 지온에 못미치나, MS의 전술적인 역량은 지온을 압도할 수 있었다.
  - 지온 : 중거리 및 근거리 전투에서의 우위를 보인 초기 설계사상에서, 급격히 바뀐 전장환경 - 지구 강하작전의 성공 - 에 적응할 수 있는 '지상전용 MS'의 설계에 주력한다. 연방의 MS에 대한 보고가 들어오면서 차기 MS 계획을 둘로 나누어 격투전에 특화한 기체(YMS-15)와 균형잡힌 기체(YMS-14)로 나누어 시도한 외에도, 매우 다양한 실험적 MS (자브로 침공작전용, 수중용 등등)를 설계하면서 군수 면에서의 혼선을 자초하게 된다. 우수한 기술적 발전은 많았으나 이를 적용하기에는 지온의 국력이 모자랐다.
- MS의 성능 : 우주공간에서의 대 전함 전투나 우주전투기 상대의 전투, 지상전에서의 전차와의 전투에서는 압도적인 우위를 가질 수 있었으나, 대MS전에서의 기동성은 아직 모자라는 수준이었으며 유시계 전투에 걸맞은 센서 조합에 문제가 있어 MS끼리의 사격전 / 격투전은 상당한 수준의 파일럿이 아니면 어려웠다.

##### 제2세대 MS
U.C.0083~U.C.0093
이 시기의 범용 MS를 통칭한다.
- 가동 방식 : 무버블 프레임을 채용한다. 관절계의 가동성능이 1세대에 비해 압도적으로 우수해졌으며, AMBAC 성능도 향상되었다.
- 장갑 : 초기에는 티타늄-세라믹 복합재를 채용한 기체가 대다수이나, 액시즈에서 개발된 건다리움 감마가 U.C.0087년을 경계로 해서 차차 채용된다. 다만, MS의 기본 무장이 강력해진 관계로 장갑 자체의 강화 대신 최소한의 방호와 휴대할 수 있는 빔 코팅된 실드를 기본으로 한다.
- 무장 : 제네레이터 출력이 충실해지면서, 자세제어나 추진력 배분에 문제를 일으킬 수 있는 실탄병기 대신 빔 병기가 일반화된다. MS가 휴대한 빔 병기의 직격은 거의 대부분의 MS를 격파할 수 있는 위력을 갖고 있다.
- 설계 사상 : 대 MS 전투를 상정한 고기동성 추구를 기본으로, 계층적 설계구조를 갖는다. 오버스펙이었던 RX-78의 활약상은 대부분의 군 관계자와 설계자들에게 깊은 인상을 주었으며, 동시에 RX-78의 양산형 RGM-79에 RX-78의 실전 데이터를 적용해 우수한 전술적 성과를 거둔 점은 개발 과정에 대해 상당한 시사점을 주었다. 이후, 각 설계팀은 우수한 시작기와 에이스 파일럿의 조합으로 얻은 데이터를 양산기체와 일반병에게 적용시키는 방법으로 효율을 올리려는 시도를 하게 된다. 이 시기에 매우 다양한 고성능 시작기들이 출현하면서, 각 제작사 간의 보이지 않는 경쟁의식과 진영 간의 상징적 존재라는 점들이 겹쳐 MS의 고속 진화가 일어났다.
  - 연방 : 정치적인 문제 때문에 구 지온계 기술을 일부러 배제하기도 하였으나, 기본적으로는 연방의 기본적 설계사상인 '압도적인 생산력'에 근거한 사상을 유지하였다. 구 지온계의 기술/생산라인을 이용한 하이자크를 잠시 사용한 적도 있으나, 기본적으로는 GM의 설계를 지속적으로 개량하여 배치하였다.
  - 티탄즈 : 극단적인 지구 중심주의에도 불구하고 아나하임 일렉트로닉스에 압력을 가해 얻은 기체를 적극 도입하는 등 전력의 우위를 확보하기 위해 노력했다. 동 시기의 지구연방군 장비보다 우월한 장비를 획득/운용했다고 볼 수 있다.
  - 에우고 : 기본적으로는 지구연방군과 동일한 장비를 사용했다.
  - 액시즈 : 자원의 부족 때문에 간단한 구조를 갖는 MS를 다수 생산하는 전략을 취한다.
- MS의 성능 : 대 MS전투를 상정했으므로, 센서의 충실화와 함께 파일럿에게 충분한 전장 정보를 제공할 수 있는 전방위 모니터와 전투 충격에서 어느 정도 보호를 기대할 수 있는 리니어 시트, 이를 일체화한 탈출 포드의 도입이 거의 모든 MS에서 이루어졌다. 장갑 재질도 우수해졌으나 무장의 강화가 더 커졌으므로, 장갑보다는 기동성에 중심을 둔 설계 및 운용방식이 일반화되었다. 대부분의 MS 바리에이션 역시 기동성을 강화하는 데 신경 썼으며, 모자라는 방어력은 실드와 회피 기동으로 확보하기 위해 노력했다.

##### 제3세대 MS
제2세대 MS에 보다 우수한 기동성을 부여하기 위해 가변기구를 도입한 기체들이다. 기체의 형상 변화와 추진축의 일체화를 통해 강력한 추력을 갖추어 일반 MS로는 불가능한 장거리 출격이 가능해졌다. 특히 우주공간에서 MS의 전투 방식외에 MA의 전투방식을 취할 수 있었으므로 범용성 또한 증대되었다.
다만, 생산 코스트 및 기체구조상의 취약점, 그리고 파일럿의 훈련도 문제가 겹쳐 양산기일지라도 많은 수의 투입은 불가능해, 결국 주력기의 지위는 차자할 수 없었다.

##### 뉴타입 전용 MS
MS전에서 뉴타입이 갖는 거의 직관적인 공간인식능력은, 고기동 유시계 전투 상황에서 압도적인 위력을 발휘한다. 이를 뒷받침하기 위해 제2세대 또는 제3세대 MS를 기초로 하여 다음과 같은 설계 개념이 도입되었다
- 고기동형 MS : 연방 측의 주된 개념으로, 일반적인 기체보다 훨씬 높은 기동성을 발휘할 수 있도록 하는 기체이다. 일 년전쟁에서 최상위 기체라고 볼 수 있었던 건담마저도 아무로 레이 소위의 능력을 따라가지 못했던 전례가 있어, 뉴타입에 대한 이해가 부족했던 연방이 쉽게 취할 수 있었던 개발 방안이다. 강화인간의 경우 신체 역시 약물로 강화되므로 보통의 파일럿이 견디지 못하는 높은 G 기동을 할 수 있다는 점 역시 하나의 이유이다.
- 중무장 MS : 굳이 센서를 사용하지 않아도 적을 감지할 수 있는 뉴타입의 능력을 활용해, 고출력 빔 병기와 전방위로 사격할 수 있는 빔 병기를 혼재하는 대형 MS이다.
- 올 레인지 공격형 MS : 뉴타입의 인식능력을 가장 적극적으로 활용하는 기체이다. 동시에 여러개의 포대를 공간상에서 조작함으로써, 적이 인식하지 못하는 사이에 공격을 당하게 된다. 다만 이는 극히 소수의 파일럿만이 활용할 수 있는 능력이어서, 극히 일부의 시작기에서만 적용된다.

##### 제2기 MS
U.C.100~
점점 고출력화/소형화되는 핵융합로의 성능을 십분 발휘하여, 종래의 MS보다 작은 전고 약 15m정도 크기의 MS이다. 아나하임 일렉트로닉스의 MSA-0120에 대항하여 S.N.R.I.의 F90 시리즈가 채용되면서 일어난 변화이다.
고출력/소형화에 힘입어 가변기구 없이도 제3세대 MS의 성능 이상의 장거리 전투능력과 빔 병기의 직격을 막아낼 수 있는 빔 실드를 장비할 수 있게 된다. 특히 몇몇 기체에는 과거 MA급에서나 가능했던 I-field나 초고출력 빔 병기 등까지 운용 가능해진다.

### F.C.에서의 MS
각국 콜로니의 방위를 위한 기체나 인간형 중무장 건설 장비.
그 시초는 콜로니 건조 당시 이용된 인간형 중무장 건설장비를 MS라고 부르기 시작한 것으로부터 시작됐다.
카오스 전쟁중 병기로 쓰이기 시작한 것이 후일 방위용 MS가 생겨났다.
E.C.듀서의 제안으로 건담파이트가 이용될 당시, 인간형 병기를 만든다는 개념은 이 방위용 MS에서 가져왔다고 할 수 있다.
모빌 트레이스 시스템 등의 조작계와 각국을 대표하는 최강의 성능을 갖는 모빌 파이터와는 많은 차이가 난다.
모빌 파이터는 국가간 전쟁 대신 패권을 걸고 벌이는 '건담 파이트'에 특화된 기체로, 파일럿의 동작을 카피라는 모빌 트레이스 시스템과 격투전 쪽에 치우친 무장 등을 특징으로 볼 수 있다.
하지만, 원거리에 특화된 스타일의 기체도 간혹 보인다.

### A.C. 에서의 MS
이 시대의 모빌 슈트 (MOBILE Suit)는 Manipulative Order Build and Industrial Labors Extended Suit의 약자로, '건설 및 공업노동용 작업장치 확충형 (우주)복'의 의미를 갖는다. 나머지는 우주세기와 거의 비슷하다.
덧붙여, 무인으로 피아식별/공격을 자동으로 할 수 있는 기체를 모빌 돌(MOBILE DOLL、MOBILE Direct Opertional Leaded Labor)라고 부른다.

## MS 해설
모든 세계관에서 공통적인 부분에 대한 설명

### MS의 구조
- 기본적으로 인간형이며, 동체부분에 단좌식 조종석과 동력원이 있는 것이 일반적이다.
- 우주공간에서의 사용을 전제해 만들어졌으므로 조종석 부분은 파일럿의 생명유지를 위한 기밀 기구/순환 장치를 필수로 갖추고 있으며 파일럿은 노말 슈츠로 불리는 전용 복장을 착용하는 것이 일반적이다. 승무원의 생존률 향상을 위해 조종석 부분이 탈출장치 역할을 하는 경우가 많으며, 아예 소형 전투기로 결합되어 있는 경우도 있다.
- 머리 부분에 각종 센서가 모여있다. MS는 기본적으로 인형이므로, 대개의 경우 상당히 멋있게 설계된다.
- 팔 부분은 범용 조작장치로써 사용된다. (즉 사람의 팔과 거의 같은 용도로 사용된다.) 무장을 바꾸어 쥐는 것만으로, 전투시의 높은 범용성을 얻을 수 있으며 전투 목적 이외에도 다양한 용도로 사용할 수 있다.
- 다리 부분은 이동수단으로 사용된다. 단순 보행 외에도 추진장치를 갖추어 기동력을 얻을 수 있으며, 지상용의 경우 호버링 능력을 가진 경우도 있다.
- 팔 다리 모두 AMBAC을 활용해 우주 공간에서의 자세제어에 사용된다. 이때문에 MS는 사람 모습을 갖추고 있는 것이 일반적이다.
- 등에는 보통 백팩이 부착된다. 주 추진장치, 보조 무장 장비, AMBAC용 보조 제어팔 등등 다양한 활용이 가능하다. 머리와 함께 기체를 특징짓는 부분이기도 하다.

### MS의 조종
- 양 손의 조종간과 풋 페달을 기본으로 몇가지 보조조작장치 (건담 SEED의 키보드 등)를 갖추고 있다. MS의 행동은 이 조작장치와 연결되어 있어, 조종석의 파일럿의 조작에 따라 기체의 움직임이 묘사되는 장면들이 많다.
- 그러나 복잡한 AMBAC 및 자세제어를 단순한 조작장치로 수행한다는 것은 그리 합리적인 설명이 아니어서, 이에 대해 다양한 설명이 존재한다.
  - 루틴화된 기본 조작이 있고 이를 조합하여 조종한다 : 훈련을 받지 않은 '초보자'가 멋지게 MS의 빔 사벨을 휘두르는 장면이 있다. (마징가 Z의 카부토 코우지마저도 마징가 Z를 제대로 조종하는 것은 3화부터이다.) 이것이 가능한 이유는 1. 공격 패턴을 선택하고 2. 각 상황에 맞추어 변수만을 추가(예를 들면 적과의 거리, 적의 종류 등을 선택)한다는 설명이다.
  - 아예 보통사람은 조작도 못한다 : C.E.의 MS는 코디네이터만이 조작 가능하며, 이후 OS가 제대로 나오기 전까지는 지구연합군이 자프트에게 계속 고전한다. 반면 초인적 능력을 가진 키라 야마토는 처음 탑승한 MS의 OS를 자신에 맞게 뜯어고치면서도 공격해오는 적 MS와 싸워낸다.
  - 아예 많은 부분에서 자동화되어 있고, 파일럿은 몇가지 선택지만 주어져 있다 : 양산기체에 어울리는 설명으로, '기동전사 건담 제08MS소대'에서 시로 아마다 소위가 잠을 자면서도 육전형 건담은 기지로 귀환하는 장면이나, '기동전사 건담'에서 수많은 GM들이 동일한 자세로 공격해들어가는 장면 등에서 나오는 설명이다. 이는 '우수한 파일럿의 실전 데이터를 양산기체의 기본 정보로 사용한다'라는 설정과도 잘 맞는다.
  - 평소 많은 다양한 동작을 패턴화시켜서 미리 기억시킨다 : 최초 뻣뻣한 움직임 몇가지만을 보이던 MS가 시간이 갈수록 다양하고도 멋진 동작을 보이는데, 이는 MS를 정비하면서 파일럿이 지속적으로 MS의 동작 패턴을 수정하고 추가하기 때문에 가능하다는 설명이다.
  - 유니콘과 같은 풀 사이코 프레임의 기체의 경우에는 파일럿이 뉴타입일 경우에 단지 생각 만으로도 조종하기도 한다.

### MS의 동력원
- 기본적으로 대부분 핵융합로를 설정하며, 추진제의 양은 문제시되는 경우가 있지만 동력 자체가 문제시되는 경우는 거의 없다. (배경에서 장기간의 전투출격 시 파일럿에 대한 보급이나 추진제 탱크의 교체 장면은 있지만 연료 보급과 관련된 장면은 별로 없다.)
- C.E.의 경우 기본적으로 모든 기체가 배터리를 이용해 구동된다. (핵분열 반응은 '뉴트론 재머'에 의해 불가능하며, 핵융합 기술은 상정되어 있지 않다.) 이후 '뉴트론 재머 캔슬러'가 나오면서 핵 엔진을 탑재하고 고출력 병기를 사용하는 MS가 등장한다.
  - '유니우스 조약'이후, 모함으로부터 무선으로 에너지 공급이 가능한 '듀트리온 빔 송전시스템'을 이용해 구동하는 예가 나오며, 이후 유니우스 조약이 무시되면서 핵 엔진을 그냥 쓰거나 또는 핵 엔진 / 듀트리온 시스템 복합동력 등이 등장한다. (아예 대놓고 핵을 쓰는 프리덤 건담 같은 예도 있다.)
    - 건담 더블오에서는 이오리아 슈헨베르그가 목성에서 만든 GN드라이브가 있다. 이것은 GN입자를 생산하는 데 쓰이며 건담이 넓은 작전 행동을 할 수 있는 것을 뒷받침해 준다.GN드라이브의 생산기간은 대략 2년(더블오 극장판에서 더블어 퀀터의 GN드라이브 2개는 2년동안 만들어졌다. 200년이라는 루머는 GN입자의 기초이론 증명에서 제작후 실시테스트 까지의 연구기간.)이며, GN드라이브에서 나오는 GN입자는 다용 변이성 포톤으로 통신을 방해하고 스텔스 기능과 광학 미채(기체가 기동하지 않을 시 투명하게 하는 것) 그리고 화기 관재까지 담당한다. 오리지널 GN드라이브와 유사GN드라이브로 나뉘는데 오리지널GN드라이브는 이오리아 슈헨베르그가 만든 것으로서 목성에서 제작되었다. 그리고 고농도 압축입자 전면 개방 시스템인 TRANS-AM 시스템을 가지고 있으며 이것을 사용할 시 기체는 3배이상의 성능을 낼 수 있다. 그러나 고농도 압축입자가 모두 소모되어 TRANS-AM한계시간이 오면 기체의 성능은 극단적으로 떨어져 그야말로 양날의 칼이라고 할 수 있다. 유사 GN드라이브는 지구에서 만들어 낸 것으로서 오리지널 GN드라이브 보다 생산 시간이 짧다. 그야말로 유사 GN드라이브 이기 때문에 TRANS-AM을 쓸 수 없었으나 기술혁신으로 인해 후에는 사용할 수 있게 되어 기술에서의 차이는 거의 없게 된다.

### MS의 무장

#### 화기류
실탄무장과 빔병기, 미사일 로 크게 나누어볼 수 있다.
- 실탄무장 : 보통 보병 병기를 크게 확대한 것으로 볼 수 있다. (다만 비율대로 아무생각없이 키우다보니 그 구경이 문제가 되는 예가 좀 있다. 자크의 120mm 기관총 같은 예.) 에너지 보급이 필요없고 어떤 상황에서도 확실한 위력을 발휘한다. 기본적으로 MS는 비율상 사람이 다룰 수 없을 것 같은 사이즈의 무장도 쉽게 사용한다. MS에 장착해 대인병기로 사용되기도 한다.
- 빔 병기 : 발사속도와 위력이라는 면에서 압도적이다. 우주세기의 경우 메가 입자를 가속해 발사하는 형태이다.
- 기체 고정식 무장 : 동체에 고정되는 무장은 소형 요격용 무장과 대구경 지원용 무장으로 나뉘어 볼 수 있다.
  - 소형 무장 : 대개 접근전 또는 적 장거리 병기의 요격 목적으로 머리부분 또는 가슴부분에 설치된다. 위력은 그리 높지 않다.
  - 대구경 지원용 무장 : 범용성 대신 확실한 파괴력을 필요로 하는 중거리/장거리 지원용 기체에 설치된다.
- 미사일 : 거점 파괴나 적 MS를 파괴하기 위해 쓰이는데 중간에 격추 당할 위험이 있다. 에너지원은 대부분 MS의 동력과 같다. 특히 더블오에서는 GN미사일이 흥미롭다.

#### 백병전용 무장
- 기본적으로 섬세한 조작이 요구되고 센서가 집결되어 있는 손이나 발 부분을 쓸 수 없으므로, 일반적으로 사람이 사용하는 무장을 MS사이즈로 확대해 사용하는 경우가 많다. (이 경우에도 직접적인 충격이 동체에 전달되지 않도록 유의하는 경우가 많다.) 열 또는 고주파로 파괴력을 늘린 실무기 또는 빔으로 만든 칼날(빔사벨)이 붙은 무기를 적용한다.
- 섬세한 매니퓰레이터를 포기하고 손 부분을 아예 손톱 형태로 만들어버리거나 하는 경우도 있다.(대표적으로 즈고크가 있다.)
- 또는 자크 계열과 같이 어깨 부분에 몸통박치기용 스파이크를 장비하는 경우도 있다.
- 접근전 전용으로 숨겨 둔 팔이나 기묘한 위치에 장비한 무장을 쓰는 경우도 있다.

#### 원격 조종 병기
- 뉴타입의 공간인식능력과 강력한 정신파를 합쳐서 사용하는 장비이다. 비트, 판넬, 인컴 팡글러, 등의 소형 빔 발사장치를 자유로이 공간상에서 조작해 다수의 적을 동시에 상대하거나 적의 사각에서 공격하는 등의 공격이 가능하다.
- 유선으로 조작되는 인컴의 경우 공격 패턴을 추가해 뉴타입이 아니더라도 사용 가능한 예가 있다.
- 건담 X에서는 아예 MS 자체를 조종해 공격하기도 한다.
- C.E.의 드라군 시스템 또는 건 배럴 등은 무선 또는 유선으로 조종되며 사용 가능한 사람이 극히 제한되어있다는 점에서 뉴타입과 닮아 있다. 이후 개량되어 일부나마 사용 가능해지는 예는 인컴과 유사하다.
- 기동전사건담 00(더블오)에서는 GN 팡이라는 판넬과 비슷한 무기를 쓴다. 이것도 사용자가 직접 명령을 내려야 하는 것 같으며 그 예로 GN 팡을 사용할 수 있는 사람은 몇 되지 않는다. 기동전사건담 00(더블오) 1기에서는 쓰로네 쯔바이를 썼던 미하엘 트리니티와 쓰로네 쯔바이를 노획하여 쓰던 알리 알 서셰스, 알바토레를 다루던 알한드로 코너가 1기에서는 전부였다. 기동전사건담 00(더블오) 2기에서는 쓰로네 쯔바이의 발전형인 아르케 건담을 탄 알리 알 서셰스가 개량된 GN 팡을 쓰던 모습을 여러차례 보여줬으며 레그난트에 파일럿이었던 루이스 할레비가 쓰로네 드라이와 상대할 때 딱 한번 GN 팡을 전개시켜 쓰로네 드라이를 콕피트만 남기고 대파시킨 사례가 있다.
- 기동전사건담 00(더블오) 2기에서 위의 사례와 다른 케르딤 건담은 하로라는 도구를 이용하여 GN 실드비트와 GN 라이플 비트를 다루는 모습을 극중에서 몇차례 보여줬다. 기동전사건담 00(더블오) 극장판에서는 사바냐 건담은 하로 2기를 써서 GN 대형 실드비트와 GN 대형 라이플 비트를 사용하는 모습을 보여줬고 하루트 건담에 탑승 하였던 알렐루야 햅티즘과 마리 파퍼시는 GN 시저 비트를 하로 없이 다루는 모습을 보여줬는데 하로를 쓰지 않은 이유는 GN 시저 비트가 너무 빨라서 하로가 그 처리 능력을 따라가지 못해서 뇌양자파를 이용해서 컨트롤 한다. 그리고 건담 더블오 퀸터의 경우 세츠나 F 세이에이가 GN 소드 비트를 사용하는 모습을 1번 보여줬다.
- GN 팡의 경우 극중에서 쓰로네 쯔바이 건담 마이스터였던 미하엘 트리니티만이 사용하는 것으로 봐서는 이것도 무슨 능력이 있어야지만 사용할 수 있는 듯하다. GN 팡의 종류도 다양하며 건담 쓰로네 쯔바이, 아르케 건담의 경우에는 팡의 끝 부분에서 샤벨이 나와서 찌르고 쏘는 것으로 봐서 두가지 능력을 합친 듯 보이며 아뉴 리터너가 탔던 가뎃스의 경우 끝부분에서 샤벨만으로 나오는 것으로 봐서 샤벨만 사용가능한 것처럼 보인다.

#### 방어
기술 개발과 시행 착오의 연속이다.
- 자쿠 계열의 경우 기본적으로 전신에 걸쳐 비슷한 수준의 장갑을 갖추었으나, 빔 라이플의 출현으로 의미가 없어졌다.
- 건담이나 짐(GM)은 빔 라이플을 상정하고 추가장갑 기능을 갖는 방패를 휴대함으로써 장갑 증가를 꾀했다.
- 이후 빔 병기가 보편화됨에 따라 장갑 대신 기동성으로 회피하는 쪽을 택하는 경우가 많아져 아예 방패마저 포기하는 기체도 출현한다.
  - 전신에 빔 코팅을 입힌 백식과 같은 기체일지라도 빔의 직격에서는 무사하지 못한다.
- 적극적으로 빔을 튕겨내거나 편향시켜 버리는 I-field를 장비하는 초대형 기체도 출현한다.
- 기체 출력이 올라감에 따라, 기체의 특정부분에 강력한 편향 필드를 만들어내는 빔 실드를 장비하게 된다.
- C.E. 시대에는 PS 장갑으로 적의 실탄 공격을 무시할 수 있는 기체가 존재한다.
  - TP, VPS 등으로 개량된다.
  - 실탄 대신 빔 병기를 방어하기 위한 라미네이트 장갑도 존재한다.
    - 건담 더블오에서는 GN입자를 방출하여 일정한 압축률을 가진 GN입자로 기체를 감싸 보호하는 GN필드 또한 존재한다

#### 기타 병기
- 미노프스키 입자는 레이다파를 무효화하는 위에 방어능력이 없는 소형 전자장치에 간섭/오작동을 일으킨다는 설정이 있어, 미사일은 무유도식 로켓 또는 전함급에 탑재하는 초대형 외에는 거의 사용되지 않는다. (MS의 백병전을 유도하기 위한 필수 설정이기도 하다.)
- 전략병기로써의 핵이 종종 MS에 의해 운용된다.
  - MS-06C는 핵전쟁 상황을 상정하고 폭심지역에서의 작전및 제한적인 핵 투발능력 보유를 가정해 설계되었다.
  - RX-78GP02A는 핵공격용 MS로 최초부터 설계되었다.
- 콜로니 공격용의 독가스 투입 작업은 범용 작업이 가능한 MS에 의해 이루어진다.
- 위성으로부터 에너지공급을 받는 새틀라이트 캐논은 MS 단독으로 사용 가능한 최강 병기이다.
- 나노머신을 뿌려버리는 월광접의 경우가 있다.

### MS의 운용, 보급, 지원
MS는 기본적으로 기지 역할을 맡고 정비 및 보급, 승무원 거주가 가능한 전함급 함정에서 운용되는 것을 전제로 한다.
- 기본적으로 MS의 전술 능력은 탑재할 수 있는 추진제의 양에 따라 결정되며, 일반적인 MS는 작전구역까지 단독 항행 및 작전후 귀환능력을 가지고 있지 않다. 따라서 탑재 모함으로 작전공역까지 운반되어야 하며 모함에서의 사출로 초기 운동에너지를 획득하고 전투 후 모함에 회수될 필요가 있다.
- 극히 일부 대형 기체의 경우, 'Deep Strike'능력을 보유한 경우도 있으나 이 경우 초대형 MA급 기체 또는 아예 전함급의 크기를 갖는다.
- 대기권 내 기동 또는 장거리 은밀침투를 위해 '서브 플라이트 시스템'으로 불리는 보조 이동수단을 사용한다.
  - 지온공국군은 지구 침공작전 초기부터 대형 폭격기 도다이YS와 자쿠II의 조합으로 부족한 장거리 작전능력을 보충하였다.
- 단독 대기권 돌입 능력을 최초로 보유한 기체는 건담이다. 이후 MS에 장비하는 벨류트 시스템이 개발되며, 변형 가능한 기체 단독으로 또는 대기권 돌입이 가능한 보조 이동수단을 이용해 돌입하는 기체도 있다.
- 기본적으로 탄약/보급의 문제는 군대의 가장 핵심이다. 이로 인해 고전하는 예는 수없이 많으며, 실제로 지온과 연방의 MS 운용상의 가장 큰 차이도 복잡한 보급선을 유지할 수 있느냐 없느냐의 차이에서 나타났다.

### MS의 사용 내구 연한
대부분 수년 이내의 짧은 기간을 갖는다. 전쟁이 계속되었던 탓에 지속적으로 소모되었고 신형기가 속속 등장해 구형기는 급속히 도태되었다. 최장기간 주력 양산기의 지위를 유지한 것은 지구연방군의 제간 정도로, 그것도 전쟁 자체가 적었던 약 10여년에 걸쳐서였을 뿐이다. 또한 급속히 구형화된 기체는 이미 전술적인 가치를 잃어, 일부 기체의 경우는 실전 배치 후 10년도 되지 않는 사이에 민간에 불하되어 버릴 정도였다.
예외라면 흑역사 기간의 기체가 C.C.에 발굴/사용되었던 정도로, 그것도 나노머신에 의한 수복능력에 힘입어 성능을 유지하고 있었다는 설명이 붙어있다.